# Subhuman Race
Subhuman Race ist das 1995 veröffentlichte dritte Studioalbum der US-amerikanischen Heavy-Metal-Band Skid Row. Es wurde von Bob Rock produziert, erreichte in den USA Platz 35 der Billboard 200 sowie die Top Ten in Großbritannien, Japan und Australien. Es war das erste Album der Gruppe, das nicht mit einer Goldenen Schallplatte ausgezeichnet wurde und das letzte, an dem Sänger Sebastian Bach und Schlagzeuger Rob Affuso beteiligt waren.

## Hintergrund
Slave to the Grind, das Vorgängeralbum von Subhuman Race, war im Vergleich zum Vorgänger bereits deutlich härter und unkommerzieller ausgefallen. In den USA war es das erste Heavy-Metal-Album gewesen, dem es in seiner Debütwoche gelang, den Spitzenplatz der US-Album-Charts zu erreichen.
Skid Row hatte 1992 eine EP mit dem Titel B-Sides Ourselves veröffentlicht, die jedoch kein neues Material, sondern Coverversionen von Songs anderer Bands enthalten hatte.
Im September 1991 war das zweite Album der Band Nirvana, Nevermind, erschienen, dessen Single Smells Like Teen Spirit Auslöser des Grunge-Hypes war. Dank des häufigen Einsatzes des Musik-Videos beim Musik-Fernsehkanal MTV avancierte das Lied zum Hit. Die Musikindustrie und die Medien entwickelten fortan ein ausgeprägtes Interesse für das Subgenre. Das Magazin Spin beschrieb es in der Dezember-Ausgabe von 1992 mit den Worten: „Seattle ist momentan für die Rockwelt, was Bethlehem für das Christentum ist.“
Diese Entwicklung ging an vielen Bands anderer Stilrichtungen des Rock nicht spurlos vorbei. Auch Skid Row nahm die Einflüsse auf und verwendete Elemente des Alternative Rock und des Grunge für das Album Subhuman Race, das erst 1995, vier Jahre nach Slave to the Grind, veröffentlicht wurde.

## Titelliste
| Nr.          | Titel                            | Autor(en)                              | Länge |
| ------------ | -------------------------------- | -------------------------------------- | ----- |
| 1.           | My Enemy                         | Rob Affuso, Rachel Bolan, Scotti Hill  | 3:38  |
| 2.           | Firesign                         | Sebastian Bach, Bolan, Hill, Dave Sabo | 4:54  |
| 3.           | Bonehead                         | Bolan, Sabo                            | 2:16  |
| 4.           | Beat Yourself Blind              | Bolan, Hill, Sabo                      | 5:02  |
| 5.           | Eileen                           | Affuso, Bach, Bolan, Sabo              | 5:36  |
| 6.           | Remains to be Seen               | Bolan, Hill, Sabo                      | 3:34  |
| 7.           | Subhuman Race                    | Bolan, Hill, Sabo                      | 2:40  |
| 8.           | Frozen                           | Bolan, Sabo                            | 4:43  |
| 9.           | Into Another                     | Bolan, Sabo                            | 4:02  |
| 10.          | Face Against My Soul             | Affuso, Bach, Bolan, Sabo              | 4:20  |
| 11.          | Medicine Jar                     | Bolan, Hill, Sabo                      | 3:36  |
| 12.          | Breakin’ Down                    | Sabo                                   | 4:30  |
| 13.          | Ironwill                         | Affuso, Bolan, Hill, Sabo              | 7:43  |
| 14.          | Unbekannter Titel (Hidden Track) |                                        | 0:40  |
| Gesamtlänge: | Gesamtlänge:                     | Gesamtlänge:                           | 56:39 |

## Rezeption
Thomas Kupfer schrieb für Rock Hard, seiner Meinung nach würde Skid Row mit dieser Scheibe „eine Menge alter Fans übel vor den Kopf stoßen“. Was die Band auf ihren ersten beiden Alben ausgezeichnet habe, nämlich „jugendliche Unbekümmertheit und das Händchen für Songs mit Hitpotential“, sei bei 'Subhuman Race' „in den Hintergrund getreten“. Stattdessen überwögen „trendgemäßes Riffing sowie eine düstere, so gar nicht zum bisherigen Image des Quintetts passende Atmosphäre.“ Positive Ausnahmen seien lediglich die Halbballade 'Into Another', das „über einen eingängigen Refrain verfügende 'Firesign'“ und das „an Candlebox erinnernde“ 'Breakin' Down'. Ansonsten „dominiere Mittelmaß“, die Songs wirkten „uninspiriert“, und „lediglich der kompakte Sound sowie die soliden handwerklichen Fähigkeiten der Bandmitglieder“ würden 'Subhuman Race' noch heben.
Steven Thomas Erlewine von Allmusic schrieb über das Album, Skid Row seien 1995 mit ihrem „bis heute stärksten und bösesten Album“ zurückgekehrt. Die Gruppe habe „das meiste ihres Pop-Metal verbannt“ und die Musik „auf das Wesentliche, nämliche röhrende Gitarren und Sebastian Bachs kreischende Stimme“ reduziert. Das Album sei „kein Hit im Sinne von Slave to the Grind“ gewesen, habe sich „aber in beeindruckender Art und Weise gezeigt“ und die Top 40 der US-Charts erreicht.